# دوري كرة القدم الإنجليزي 1960–61
دوري كرة القدم الإنجليزي 1960–61 (بالإنجليزية: 1960–61 Football League First Division)‏ هو موسم من دوري كرة القدم الإنجليزي. أقيم خلال الفترة 20 أغسطس 1960 وحتى 21 أبريل 1961، وفاز فيه توتنهام هوتسبير.